# Lunge
Lunge – to jeden z elementów łyżwiarskich zaliczanych do elementów łączących lub ruchów w przestrzeni wykorzystywanych przy innych elementach łyżwiarskich np. przy sekwencji kroków. Jest to wypad do przodu w którym noga z przodu jest zgięta w kolanie, a druga noga wyciągnięta do tyłu w linii prostej, z butem lub płozą łyżwy dotykającym lodu. Tułów łyżwiarza wykonującego lunge powinien być wyprostowany lub elegancko odchylony. Przy podnoszeniu się z lunge, łyżwiarz podnosi się do przodu jednocześnie podnosząc nogę, która dotykała lodu. Ruch ten może być wykonywany zarówno na lewej jak i prawej nodze, jest używany jako pojedynczy element lub wejście do innego elementu np. skoku. Pary taneczne wykorzystują lunge nie tylko jako element łączący lub przy podnoszeniach po linii prostej.

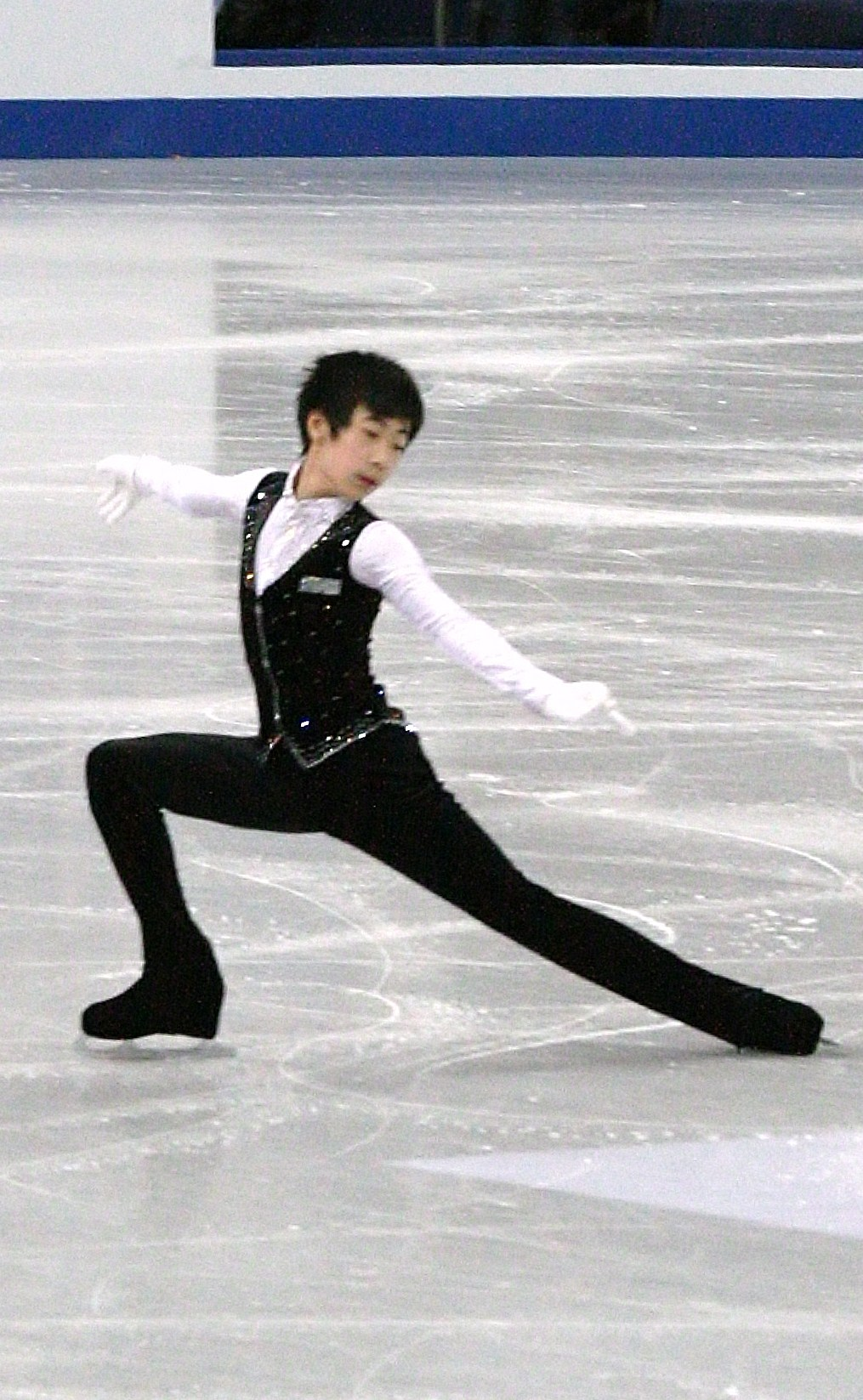
(Jin Boyang)
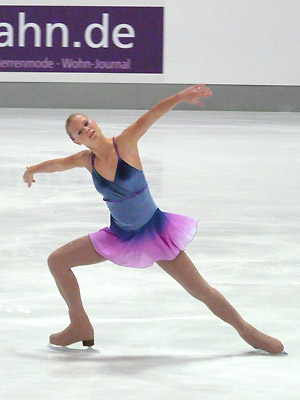
(Karen Venhuizen)
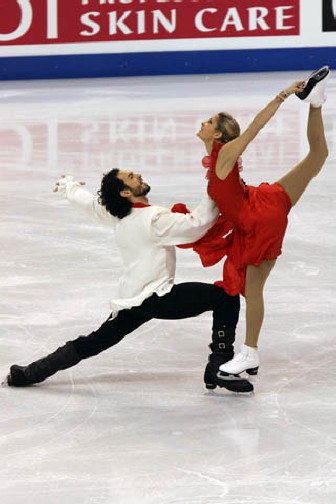
(Tanith Belbin / Benjamin Agosto)
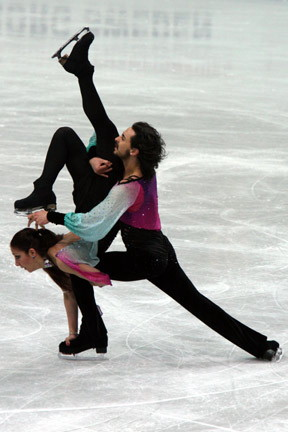
(Federica Faiella / Massimo Scali)
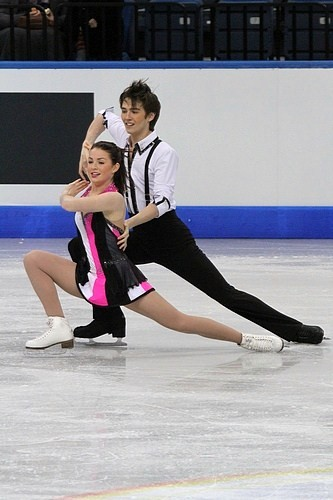
(Olivia Smart / Joseph Buckland)